# Бродский, Ефим Аронович
Е́фим А́ронович Бро́дский (19 апреля 1913, Вознесенск, Елисаветградский уезд, Херсонская губерния, Российская империя — 15 августа 2002, Москва, Российская Федерация) — советский и российский историк, специалист по истории Великой Отечественной войны, антифашистскому сопротивлению и положению гражданского населения в нацистской Германии. Доктор исторических наук, профессор. Ветеран Великой Отечественной войны, полковник запаса.

## Биография
Родился 19 апреля 1913 года в Вознесенске Николаевского уезда, Херсонской губернии в еврейской семье.
В 1935 году поступил на исторический факультет МГУ имени М. В. Ломоносова, который закончил в 1940 году и поступил в адъюнктуру Военно-политической академии имени В. И. Ленина. В том же году вступил в ВКП(б).
С началом Великой Отечественной войны поступил в распоряжение Главного политического управления Красной Армии, пройдя путь от волховских болот под Кириши до Кёнигсберга, был начальником 7 отдела Ленинградского, Волховского и 1-го Прибалтийского фронтов. Вёл агитационно-пропагандистскую деятельность, направленную против Вермахта. Одним из больших успехов стало проведение Кёнигсбергской операции, во время которой в тыл противника была произведена заброска группы немецких антифашистов, состоявших из бывших военнопленных с оружием в руках.
После завершения войны сразу же был направлен из резерва Политического управления Прибалтийского военного округа на военную службу в Советскую военную администрацию в Германии (СВАГ). Со 2 января 1946 года — начальник Отдела пропаганды Управления военного коменданта советского сектора Берлина. С 20 августа 1946 года — начальник Редакционного отдела издательства СВАГ. С 1 июня 1948 года — начальник Организационно-инспекторского отдела Управления информации СВАГ. С 4 февраля 1949 года — начальник отделения информации военной комендатуры Лейпцига. В 1952 году демобилизовался в звании полковника.

## Научная деятельность
В разные годы был сотрудником исторической редакции Издательства иностранной литературы, а также занимался научно-исследовательской и преподавательской деятельностью.
В 1949 году в Высшей дипломатической школе МИД СССР защитил диссертацию на соискание учёной степени кандидата исторических наук по теме «Заговор 20 июля 1944 г. и социально-политический характер гитлеровской оппозиции».
В 1965 году в Институте истории АН СССР защитил диссертацию на соискание учёной степени доктора исторических наук по теме «Освободительная борьба советских патриотов в фашистской Германии в годы Великой Отечественной войны Советского Союза».
Более 50 лет посвятил обстоятельному исследованию судеб и трагической борьбы советских граждан, оказавшихся в Германии в качестве военнопленных или остарбайтеров. Собрал огромное количество исторических источников в отечественных и зарубежных архивах, которые были им подвергнуты широкой систематизации и анализу, а также многие годы с целью восстановления исторической правды и возвращения доброго имени тех, кто прошёл немецкий плен и концентрационные лагеря. Его заслугой является преодоление в советской научной и публицистической историографии запрета данной тематики. Во многом благодаря его исследованиям широкой общественности стало известно о существовании в немецком тылу Братского союза военнопленных (БСВ), статья о котором была включена в Советскую историческую энциклопедию, а после выхода первых работ об этой организации в посёлки Шумячи Смоленской области состоялось открытие музея одного из основателей этой подпольной антифашистской организации — И. С. Корбукова.
Автор статей в журналах и газетах, включая такие научные журналы, как «Вопросы истории», «Вопросы истории КПСС», «Новая и новейшая история», «Отечественная история», а также журнал «Новый мир».
Являлся участником целого ряда международных конференций в СССР, Германии и Италии, которые были посвящены движению Сопротивления в Европе во время Второй мировой войны. Поддерживал широкие международные связи с участниками Сопротивления, оказывавшими большую помощь советским военнопленным в антифашистской борьбе.
В рабочем кабинете Бродского имелся объёмный архив, после его смерти там на рабочем столе была найдена раскрытая книга чешского историка и бывшего узника концентрационного лагеря смерти Дахау Станислава Замечника «Это было в Дахау», которую Бродский незадолго до этого получил в подарок от Мемориального музея Дахау.

## Награды
- Орден Отечественной войны I степени[1]
- Орден Отечественной войны I степени[1]
- Орден Красной Звезды[1]
- Различные ордена и медали[1]

## Научные труды

### Монографии
на русском языке
- Бродский Е. А. Живые борются. — М.: Воениздат, 1965. — 240 с. — 30 000 экз.
- Бродский Е. А. Во имя победы над фашизмом: антифашистская борьба советских людей в гитлеровской Германии : (1941—1945 гг.) / АН СССР, Ин-т всеобщ. истории. — М.: Наука, 1970. — 587 с. — (Вторая мировая война в исследованиях, воспоминаниях, документах). — 20 000 экз.
- Бродский Е. А. Славная страница пролетарского интернационализма: (немецкие антифашисты в борьбе с гитлеризмом). — М.: Мысль, 1980. — 270 с. — 27 000 экз.
- Бродский Е. А. Они не пропали без вести: не сломленные фашистской неволей. — М.: Мысль, 1987. — 460 с. — 100 000 экз.
- Бродский Е. А. Забвению не подлежит: Об участии советских военнопленных и угнанных в Германию советских граждан в европейском антифашистском движении Сопротивления. — М.: Мысль, 1993. — 415 с. — ISBN 5-244-00594-4.
- Бродский Е. А. Это известно немногим: Воспоминания политработника РККА. — Красногорск: Мемориальный музей немецких антифашистов, 1996. — 392 с. — (В-I. Мемориальный музей немецких антифашистов).

на немецком языке
- Brodski J. A. Die Lebenden kämpfen. Die illegale Organisation brüderliche Zusammenarbeit der Kriegsgefangenen (BSW) / Übers. aus dem Russ.: Fritz Rehak ; Red.: Helga Bobbenkamp. — Berlin: Deutscher Verlag der Wissenschaften[нем.], 1968. — 251 p.
- Brodski J. A. Im Kampf gegen den Faschismus. Sowjetische Widerstandskämpfer in Deutschland 1941-1945. — Berlin, 1975.

### Статьи
- Бродский Е. А. Освободительная борьба советских людей в фашистской Германии (1943—1945 гг.) // Вопросы истории. — 1957. — № 3.
- Бродский Е. А. Коммунисты во главе освободительной борьбы советских военнопленных в гитлеровской Германии // Вопросы истории КПСС. — 1962. — № 3. Архивировано 24 апреля 2017 года.
- Бродский Е. А. Подпольная организация «Братское сотрудничество военнопленных» в Германии 1942 – 1944 гг. // Новая и новейшая история. — 2001. — № 3. — С. 151—165. — ISSN 0130-3864.
- Бродский Е. А. История одной диссертации // Отечественная история. — М.: Наука, 2001. — № 5. — С. 204—206.